# Jean-Luc Joseph
Jean-Luc Joseph, né le 18 novembre 1974, est un acteur français.

## Filmographie
- 2006 : Plus belle la vie (série télévisée, 15 épisodes) : Gali Adoum, bref petit ami de Juliette Frémont
- 2007-2010 : Cœur Océan (série télévisée)
- 2007 : Regarde-moi d'Audrey Estrougo
- 2008 : 35 rhums de Claire Denis
- 2008 - 2014 : R.I.S Police scientifique (série télévisée) : Frédéric Artaud, scientifique
- 2022 : Le Prix de la trahison : Lieutenant Diawara.

## Théâtre
- 2009 : Qui est M. Schmitt ? pièce de Sébastien Thierry